# SwiftKey
SwiftKey是一個供Android和iOS裝置，例如智能手機和平板電腦使用的輸入法。SwiftKey使用一系列的人工智能技術以預測用戶將會輸入的文字。它可以基於先前的短訊和現時正在輸入的文字來作出輸入的預測。
開發SwiftKey的公司於2008年由喬恩·雷諾茲和本·梅德洛克博士創立。現時公司有超過160名員工，總部位於倫敦薩瑟克，此外在舊金山和首爾都設有辦公室。
2013年9月，SwiftKey宣佈在一輪由B系列投資中取得1750萬美元。
2016年2月，SwiftKey被微軟以2.5億美元收購。

## 外部連結
- 官方網站（页面存档备份，存于）